# 中国命运的决战
《中国命运的决战》，1998年拍摄并且1999年上映的电视剧，讲述从抗日戰爭后期到中华人民共和国成立的史实。相对于电影《大决战》和后来的电视剧《解放》，本剧的侧重点是战争之前和战争前期的国共谈判，扮演美国特使马歇尔的美国演员是作为主演之一看待的。导演王进，主演古月、孔祥玉、许道临、弗朗西斯·杜马荷野、郭法曾、王伍福、王健。

## 演员表

### 中国共产党
| 演员                         | 角色   | 备注                                           |
| 古月 青年：王晖 配音：李立宏 | 毛泽东 | 中共中央主席，中央军委主席                     |
| 孔祥玉 配音：任亚明          | 周恩来 | 中共中央军委副主席                             |
| 郭法曾 配音：李智伟          | 刘少奇 | 中共中央军委副主席                             |
| 王伍福 配音：陆建艺          | 朱德   | 中国人民解放军总司令                           |
| 王健 配音：白马              | 任弼时 | 中央书记处书记                                 |
| 郑榕                         | 董必武 | 中共重庆工委书记，中共中央财经部长，华北局书记 |
| 唐汤民 配音：陆揆            | 叶剑英 | 中国人民解放军总参谋长                         |
| 马刚                         | 聂荣臻 | 华北军区司令员                                 |
| 谷伟 配音：陆揆              | 陈毅   | 第三野战军司令兼上海市长                       |
| 杨俊勇 配音：田二喜          | 陈云   | 中共中央政治局委员、东北局副书记               |
| 田甬 配音：田二喜            | 林彪   | 第四野战军司令员                               |
| 卢奇 配音：田二喜            | 邓小平 | 第二野战军政委                                 |
| 傅学诚 配音：李志新          | 刘伯承 | 第二野战军司令员                               |
| 司马云青                     | 贺龙   | 八路军120师师长                                |
| 陈之辉                       | 阎长林 | 毛泽东警卫                                     |
| 宗利群 配音：郭政建          | 彭德怀 | 西北野战军司令                                 |
| 邢吉贵 配音：李志新          | 王若飞 | 中共谈判代表                                   |
| 谢伟才 配音：郭政建          | 粟裕   | 第三野战军副司令员                             |
| 许毛毛                       | 陈家康 | 中共南京局上海工作委员会委员                   |
| 马铭 配音：田二喜            | 黄华   | 中共南京市委委员、南京市军管会外事处处长       |
| 陈炜                         | 江青   | 毛泽东夫人                                     |
| 李振平                       | 廖承志 | 廖仲恺、何香凝之子                             |
| 李贻清                       | 彭真   | 东北局书记、北平市委书记                       |
| 徐晓霞                       | 邓颖超 | 周恩来夫人                                     |
| 吴卫东                       | 王炳南 | 中共中央外事组副组长                           |
| 侯正民 配音：郭政建          | 林伯渠 | 中央政治局委员                                 |
| 肖扬 配音：严燕生、谷峰      | 师哲   | 毛泽东翻译                                     |
| 付斌 配音：谷峰              | 胡乔木 | 新华通讯社社长                                 |
| 谢铜                         | 叶子龙 | 毛泽东警卫兼参谋长                             |
| 王钢 配音：郭政建            | 汪东兴 | 毛泽东警卫                                     |
| 刘永刚 配音：田二喜          | 李银桥 | 毛泽东警卫                                     |
| 成泰燊                       | 章文晋 | 中共驻南京代表团外事组副组长兼周恩来翻译       |
| 牛军 配音：谷峰              | 龙飞虎 | 毛泽东卫士                                     |
| 吕武霖                       | 杨尚昆 | 中共中央军委秘书长，中央办公厅主任             |
| 杨佩婷                       | 康克清 | 朱德夫人                                       |
| 全解放                       | 滕代远 | 华北军区副司令，中共中央北方局委员             |
| 张页石                       | 童小鹏 | 周恩来秘书                                     |
| 张明健                       | 张震   | 第三野战军参谋长                               |
| 郑玉                         | 陈赓   | 第二野战军陈谢兵团司令员                       |
| 丁充 配音：陆揆              | 陆定一 | 中共中央宣传部长，中央委员兼中央直属纵队政委   |
| 袁世龙                       | 毛岸英 | 毛泽东长子                                     |
| 刘袖杰                       | 王光美 | 刘少奇夫人                                     |
| 王志                         | 钱之光 | 中共南方局委员                                 |

### 中国国民党
| 演员                         | 角色   | 备注                                               |
| 许道临 青年：孙滨 配音：齐杰 | 蒋中正 | 中华民国总统，国民党总裁                           |
| 陈肖依                       | 宋美龄 | 蒋介石夫人，国民党第一夫人                         |
| 曹力 配音：谷峰              | 蒋经国 | 蒋中正长子                                         |
| 杨次禹 配音：程寅            | 李宗仁 | 中华民国副总统，代总统                             |
| 许正廷 配音：严燕生          | 张治中 | 国民政府谈判代表，西北军政长官公署军政长官         |
| 王刚                         | 陈诚   | 国民政府军政部部长，台湾省主席                     |
| 徐光明 配音：陆建艺          | 胡宗南 | 第一战区司令长官                                   |
| 李法曾 配音：李智伟          | 杜聿明 | 第5军军长，华中剿总副总司令                        |
| 田景山 配音：李志新          | 白崇禧 | 小诸葛，行政院国防部长，华中剿匪总司令             |
| 黄达亮 配音：田二喜          | 孙科   | 行政院院长                                         |
| 章杰                         | 宋子文 | 国民政府外交部长                                   |
| 鲁非 配音：陆建艺            | 顾祝同 | 国防部参谋总长，陆军总司令                         |
| 邓广埙 配音：白马            | 王世杰 | 国民政府外交部长                                   |
| 祝士彬 配音：郭政建          | 张群   | 行政院院长                                         |
| 吴桂苓 配音：李志新          | 傅作义 | 华北剿匪总司令                                     |
| 张辛元                       | 戴笠   | 军统局局长                                         |
| 王晖 配音：谷峰              | 熊向晖 | 中共秘密党员，胡宗南秘书                           |
| 周宗印 配音：李志新          | 邵力子 | 国民党元老，谈判代表                               |
| 王洪武 配音：田二喜          | 陈布雷 | 国民党侍从室主任                                   |
| 汪永贵                       | 蒋君章 | 陈布雷秘书                                         |
| 周予援                       | 陈立夫 | 中统负责人                                         |
| 宋邦贵 配音：陆揆            | 何应钦 | 国民政府陆军总长                                   |
| 崔可法 配音：谷峰            | 林蔚   | 国军将领                                           |
| 王复生 配音：陆揆            | 卫立煌 | 东北剿匪总司令                                     |
| 朱晓春 配音：郭政建          | 董钊   | 第十八绥靖区中将司令官，陕西省政府主席兼省保安司令 |
| 王楠 配音：田二喜            | 黄伯韬 | 第七兵团司令                                       |
| 张福元                       | 黄维   | 国民党第十二集团军司令                             |
| 刘伯英 配音：陆揆            | 刘镇湘 | 国民党64军军长                                     |
| 初国良 配音：陆揆            | 冯玉祥 | 国民军事委员会副委员长                             |
| 韩继明 配音：李智伟          | 郑洞国 | 东北剿总副总司令                                   |
| 艾峻迈 配音：李志新          | 吴铁城 | 行政院副院长兼外交部部长                           |
| 鲍烈 配音：李志新            | 吴稚晖 | 国民党中央监察委员                                 |
| 杨树田 配音：陆建艺          | 李世杰 | 国民党将领                                         |
| 白杨 配音：陆建艺            | 李鸿   | 新七军军长                                         |
| 宋连庠                       | 戴季陶 | 国民党元老                                         |
| 金顺子                       | 洪熙厚 | 张治中夫人                                         |
| 李长江                       | 陈果夫 | 国民党中央组织部长                                 |
| 王洪涛                       | 孙连仲 | 保定绥靖公署主任                                   |

### 民主党派
| 演员                | 角色   | 备注                         |
| 郑乾龙 配音：郭政建 | 罗隆基 | 民盟秘书长                   |
| 芮丽容 配音：李志新 | 张澜   | 民盟主席                     |
| 张燕                | 宋庆龄 | 孙中山夫人                   |
| 雷鸣 配音：陆揆     | 梁漱溟 | 民盟负责人                   |
| 赵廷武 配音：谷峰   | 黄炎培 | 中国民主建国会领袖           |
| 章玉善 配音：田二喜 | 张君劢 | 民主人士，中国民主社会党领袖 |
| 齐剑秋              | 柳亚子 | 民主人士，爱国诗人           |
| 王慧 配音：白马     | 章伯钧 | 民主人士                     |
| 张正源 配音：陆建艺 | 沈钧儒 | 民盟成员                     |
| 王忠信              | 郭沫若 | 诗人，民主人士               |

### 外国人
| 演员                         | 角色     | 备注                               |
| 弗朗西斯·杜马荷野 配音：程寅 | 马歇尔   | 美国总统特使、国务卿               |
| 詹·雷登 配音：齐克建         | 罗斯福   | 美国总统                           |
| 杜文杜特 配音：李智伟        | 杜鲁门   | 美国总统                           |
| 傅隽                         | 谢伟思   | 美国军事顾问团成员                 |
| 鲍波·艾德里安 配音：陆揆     | 赫尔利   | 美国驻华大使                       |
| 兰·斯坦哲 配音：张涵予       | 司徒雷登 | 美国驻华大使                       |
| 迈克尔·克米可 配音：孙星     | 史迪威   | 美军驻中国最高指挥官               |
| 巴尼·费茨帕特里克 配音：谷峰 | 魏德迈   | 美国军事顾问                       |
| 鲍波·布朗 配音：李智伟       | 华莱士   | 美国副总统                         |
| 詹·奥斯太尔                  | 霍普金斯 | 罗斯福顾问                         |
| 史蒂夫·卡罗尔 配音：田二喜   | 文森特   | 美国顾问                           |
| 华尼塔·沃尔士                | 凯瑟琳   | 马歇尔夫人                         |
| 徐亚洲                       | 罗伯逊   | 魏德迈表弟                         |
| 朱·埃洛特                    | 丘吉尔   | 英国首相                           |
| 麦特·康利                    | 斯大林   | 苏联共产党中央委员会总书记、大元帅 |
| 约翰·艾尔特 配音：陆建艺     | 莫洛托夫 | 苏联外交部长                       |
| 黄永铸                       | 冈村宁次 | 日军中国派遣军总司令官             |
| 尼格木图 配音：田二喜        | 今井武夫 | 日本陆军少将，中国派遣军总参谋副长 |